# Pulgaon
Pulgaon är en ort i Indien.   Den ligger i distriktet Wardha och delstaten Maharashtra, i den centrala delen av landet, 900 km söder om huvudstaden New Delhi. Pulgaon ligger 276 meter över havet och antalet invånare är 35 238.
Terrängen runt Pulgaon är platt. Runt Pulgaon är det ganska tätbefolkat, med 230 invånare per kvadratkilometer. Pulgaon är det största samhället i trakten. Trakten runt Pulgaon består till största delen av jordbruksmark.